# Bradžština
Bradžština (nebo též Braj Bhasha ब्रज भाषा) je živý jazyk zařazený do západohindské jazykyové skupiny používaný v oblasti Braj na západě Indie.